# 倉本由布
倉本 由布（くらもと ゆう、1967年6月14日 - ）は、静岡県浜松市出身の少女小説家。O型。共立女子大学文芸学部卒業。浜松市立高等学校在学中の1984年『サマーグリーン／夏の終わりに‥』が第3回コバルトノベル大賞に佳作入選。16歳での受賞は当時同賞受賞者の最年少であった。同年秋『時計じかけの夏』で雑誌『Cobalt』にて作家活動をスタートする。なお、倉本と同じく第3回コバルトノベル大賞に入選したのが、後の直木賞作家・唯川恵であった。高校3年生の時、『恋は風いろ 不思議いろ』（コバルト文庫）を出版する。
初期は中高生を主人公とした恋愛主体の作品を多数執筆しており、初期の代表作である『花音ちゃんシリーズ』では、主人公池上花音が中学1年生から短大卒業までの成長を1年ごとに1冊の割合で描いている。その後『花音ちゃんシリーズ』の執筆半ばから、当時のコバルト文庫ではまだ珍しかった日本史に纏わる作品を執筆しはじめ、近年では、主に近世以前での日本史上の著名人物を題材とした作品や歴史ファンタジーを多く執筆している。

## 作品リスト

### イヴたちへの伝言シリーズ
- イヴたちへの伝言（』1989年4月 コバルト文庫）
- 『イヴたちへの伝言2』（1990年10月 コバルト文庫）

### 天使のカノンシリーズ
- 『天使のカノン』（1990年1月 コバルト文庫）
- 『眠り姫たちの序曲 天使のカノン2』（1990年4月 コバルト文庫）
- 『ハーツ 天使のカノン3』（1990年7月 コバルト文庫）
- 『あの夏に逢おうね 天使のカノン4』（1991年1月 コバルト文庫）
- 『ガラスの楽園 天使のカノン5』（1991年4月 コバルト文庫）
- 『初恋草紙 天使のカノン6』（1991年7月 コバルト文庫）
- 『片想園 天使のカノン7』（1992年1月 コバルト文庫）
- 『あの海へかえりたい 天使のカノン8』（1992年7月 コバルト文庫）
- 『メロディ もう夢は終わらない 天使のカノン9』（1993年1月 コバルト文庫）

### 鎌倉盛衰記シリーズ
- 『海に眠る 義高と大姫 鎌倉盛衰記1』（1992年10月 コバルト文庫）
- 『空耳の恋唄 頼家私伝 鎌倉盛衰記2』（1993年4月 コバルト文庫）
- 『十三夜心中 建暦初恋始末 鎌倉盛衰記3』（1994年7月 コバルト文庫）

### 楽園のイヴシリーズ
- 『楽園のイヴ』（1995年4月 コバルト文庫）
- 『楽園のイヴ エデンの恋人』（1995年7月 コバルト文庫）

### 天海の翼シリーズ
- 『天海の翼』（2004年6月 コバルト文庫）
- 『天海の翼 ましろの鎮魂』（2004年9月 コバルト文庫）
- 『天海の翼 はるかの王』（2004年12月 コバルト文庫）

### 常世ノ系譜シリーズ
- 『千年のほころび 常世ノ系譜』（2005年5月 コバルト文庫）
- 『黄泉の誘惑 常世ノ系譜』（2005年6月 コバルト文庫）
- 『永遠のかなた 常世ノ系譜』（2005年9月 コバルト文庫）

### 高校デビューシリーズ
原作：河原和音
- 『高校デビュー』（2007年7月 コバルト文庫）
- 『高校デビュー 好きになっちゃいけないひと！編』（2007年8月 コバルト文庫）
- 『高校デビュー クリスマス大作戦！編』（2007年11月 コバルト文庫）
- 『高校デビュー 恋の相談にご用心！編』（2008年1月 コバルト文庫）
- 『高校デビュー 恋のトラブル、大量発生!?編』（2008年4月 コバルト文庫）
- 『高校デビュー 小説オリジナルストーリー 恋の告白されちゃいましたっ!?編』（2008年9月 コバルト文庫）

### むすめ髪結い夢暦シリーズ
- 『ゆめ結び むすめ髪結い夢暦』（2016年7月 集英社文庫）
- 『迷い子の櫛 むすめ髪結い夢暦』（2017年10月 集英社文庫）
- 『夢に会えたら むすめ髪結い夢暦』（2018年10月 集英社文庫）

### その他のコバルト文庫作品
- 『恋は風いろ 不思議いろ』（1985年9月 コバルト文庫）
- 『シナモンハウスの午後』（1986年8月 コバルト文庫）
- 『ガラスの靴に約束』（1986年11月 コバルト文庫）
- 『夜あけの海の物語』（1987年5月 コバルト文庫）
- 『秘密の夏を花束にして』（1987年11月 コバルト文庫）
- 『ポケットにハート時計』（1988年4月 コバルト文庫）
- 『プリティ・プリティ』（1988年7月 コバルト文庫）
- 『星姫紀行』（1988年10月 コバルト文庫）
- 『さよならから始まる物語』（1989年1月 コバルト文庫）
- 『さよなら、夏のシルエット』（1989年7月 コバルト文庫）
- 『雪あかり幻想』（1989年10月 コバルト文庫）
- 『夢鏡 義高と大姫のものがたり』（1991年10月 コバルト文庫）
- 『雪の系譜 竹御所・鞠子』（1992年4月 コバルト文庫）
- 『八月に夢を見よう』（1993年7月 コバルト文庫）
- 『千の夢を見る 義経転生幻想記』（1993年10月 コバルト文庫）
- 『華焔 義経の妻』（1993年12月 コバルト文庫）
- 『花くれない草紙 摩阿姫恋奇譚』（1994年4月 コバルト文庫）
- 『海の王 風の姫』（1994年10月 コバルト文庫）
- 『月の夜舟で 平家ものがたり抄』（1995年1月 コバルト文庫）
- 『あなたとスキャンダル』（1995年3月 コバルト文庫） - 原作：椎名あゆみ
- 『約束 大姫・夢がたり』（1996年4月 コバルト文庫）
- 『月の輪廻 皿屋敷ものがたり』（1998年6月 コバルト文庫）
- 『人魚の家 平家ものがたり 前編』（1999年6月 コバルト文庫）
- 『人魚の家 平家ものがたり 後編』（1999年7月 コバルト文庫）
- 『天姫 1319・鎌倉崩壊』（2000年6月 コバルト文庫）
- 『天姫 1333・鎌倉滅亡』（2000年9月 コバルト文庫）
- 『上弦の月 キョウト・イカイ・ソウシ』（2001年12月 コバルト文庫）
- 『こどもちゃんねる 鎌倉幻影』（2002年10月 コバルト文庫）
- 『パンドーラ 水の神話』（2003年2月 コバルト文庫）
- 『アマテラスの封印』（2003年6月 コバルト文庫）
- 『天つ恋ふる千世も咲く』（2003年9月 コバルト文庫）
- 『ツクヨミの末裔』（2004年2月 コバルト文庫）
- 『私だけが、ここにいる。』（2005年12月 コバルト文庫）

### その他の作品
- 『セシルの夏』（1990年6月 角川スニーカー文庫）
- 『エデンの週末』（1990年12月 角川スニーカー文庫）
- 『もう逢えないかもしれない』（1991年8月 角川スニーカー文庫）
- 『人魚館のひみつ 扉のむこうの物語』（1992年10月 ポプラ社） - 絵：槙夢民
- 『夢あわせ リトルファンタジィ』（1992年12月 学研プラス）
- 『海の魔法であいましょう』（1993年3月 ポプラ社） - 絵：赤羽みちえ
- 『一緒に暮らそう！あなたと家族の素敵な関係』（1994年11月 ポプラ社 ジュニアメッセージ文庫）
- 『蒼海の王炎の美姫』（1997年2月 ベストセラーズ）
- 『ひとりじゃないよ一緒だよ』（1999年1月 ポプラ社）
- 『竹取物語・伊勢物語 21世紀によむ日本の古典 (3)』（2001年4月 ポプラ社） - 絵：狩野富貴子
- 『姫君たちの源氏物語』（2002年2月 ダイヤモンド社）
- 『木花天女 わだつみは覇者を誘う』（2002年9月 角川ビーンズ文庫）
- 『奪われたプリンセスと幻の侯爵』（2010年11月 B's-LOG文庫）
- 『孤城に眠る薔薇』（2012年2月 f-Clan文庫）
- 『寄り添い花火 薫と芽衣の事件帖』（2020年6月 ハヤカワ時代ミステリ文庫）
- 『まほろばトリップ 〜時のむこう、飛鳥〜』（2020年7月 アリス館）

### アンソロジー
「」内が収録されている倉本由布の作品
- 『Friends』（2005年9月 祥伝社文庫）「恋愛小説を私に」